# Spathidexia reinhardi
Spathidexia reinhardi är en tvåvingeart som beskrevs av Arnaud 1960. Spathidexia reinhardi ingår i släktet Spathidexia och familjen parasitflugor. Inga underarter finns listade i Catalogue of Life.